# Oblidolina
Oblidolina es un género de foraminífero bentónico considerado un sinónimo posterior de Cuneata de la subfamilia Cuneatinae, de la familia Hormosinidae, de la superfamilia Hormosinoidea, del suborden Hormosinina y del orden Lituolida. Su especie tipo era Reophax arctica. Su rango cronoestratigráfico abarcaba el Holoceno.

## Discusión
Clasificaciones previas incluían Oblidolina en el suborden Textulariina del orden Textulariida o en el orden Lituolida sin diferenciar el suborden Hormosinina.

## Clasificación
Oblidolina incluía a la siguiente especie:
- Oblidolina arctica